# Prietenii mei Extratereștrii
Prietenii mei Extratereștrii (în engleză Pet Alien) este un serial de animație pentru copii creat de Jeff Muncy și produs de Mike Young Productions, Antefilms Production, Crest Communications  Telegael Teoranta, John Doze Studios, Europool (sezonul 2) și MoonScoop (sezonul 2) cu participarea TF1 în coproducție cu Télétoon și TPS Jeunesse și distribuire de Taffy Entertainment.
Serialul a fost difuzat pe Cartoon Network și Animania HD în Statele Unite și TF1 și Télétoon în Franța. 52 de episoade au fost produse cu 104 segmente.

## Premis
Serialul se concentrează pe Tommy Cadle, un băiat de treisprezece ani, a cărui far este invadat de cinci extratereștri.

## Personaje

### Personaje principale
- Tommy Cadle - este un băiat obișnuit, de treisprezece ani, care încearcă să-și vadă de viață, dar care s-a nimerit cu cinci extratereștri proști pe capul său. El este foarte inteligent și cuminte, și, deși nu suportă școala, încearcă să învețe. El vrea să-și vadă de viața sa obișnuită, însă cei cinci extratereștri îi stau mereu în cale, încurcându-l și zăpăcindu-l cu prostia lor. Locuiește într-un far bătrân, de pe malul golfului DeSpray, alături de mama sa, a cărei față nu i s-a văzut niciodată, auzindu-i-se doar vocea printr-un difuzor instalat în camera lui Tommy.
- Dinko - este un mic extraterestru de culoare verde și este cel care se înțelege cel mai bine cu Tommy. Felul în care i se adresează băiatului este „Pământeanule” sau „Tommy Pământeanul”. Este foarte prost, dar reușește de foarte multe ori să facă lucruri incredibile, pe care le-a învățat pe planeta sa natală. Fiecare propunere a lui rezultă o problemă, de cele mai multe ori acest lucru pornind de la inocența și dorința lui de a afla ceva despre ciudata planetă numită Pământ. Cu toate scandalele provocate, Tommy este totuși blând cu el și încearcă îi explice pe îndelete viața pe Terra, dar prostia fără limită a extraterestrului nu îi permite să înțeleagă.
- Gumpers - este cel mai solid și cel mai prost dintre extratereștrii din far. El are pielea de culoare roz și puțin păr de culoare albastră-verzuie. Are un dinte de lapte care este viu, care știe să facă diferite giumbușlucuri  și de care are grijă ca de ochii din cap. Gumpers înfulecă tot timpul câte ceva și are obiceiuri proaste cum ar fi cel de a râgâi, de a se scărpina în fund sau de a trage pârțuri de față cu toată lumea. În ciuda aparențelor sale fioroase de gorilă, Gumpers este ca un cățeluș fricos care se teme de întuneric și păianjeni.
- Swanky - este un extraterestru albastru, slab, care are un buzunar în burtă ce poate adăposti diverse lucruri ciudate. Spre deosebire de ceilalți extratereștri, Swanky este puțin mai inteligent și mai șiret. El își dorește foarte mult să aibă camera pământeanului Tommy, pentru a avea propriul său pat și pentru a scăpa de nopțile grele în care dormea înghesuit pe o canapea cu ceilalți extratereștri. Acesta este foarte morocănos și mofturos, de cele mai multe ori refuzând să mănânce anumite mâncăruri fiindcă nu sunt destul de nobile pentru el. Pe tatăl său îl cheamă Harold și a apărut într-un episod alături de soția sa.
- Flip - este un extraterestru pitic, asemănător unei maimuțe cu blană mov, însă care se comportă ca un papagal, dacă nu mai prost ca un papagal. El nu știe să vorbească bine bolborosind ceva, după care scoate unul sau două cuvinte fără sens, spuse cu voce joasă. El se înțelege foarte bine cu cățelul extraterestru Scruffy. Apare în fiecare episod al serialului, dar de obicei nu are o mare importanță, ci doar niște apariții bruște și nostime.
- Scruffy - este câinele extraterestru al celor cinci extratereștri. Într-un episod s-a transformat la vederea lunii pline într-un monstru uriaș mâncător de oameni, care creștea și mai mult dacă mânca zahăr sau altceva al cărui gust era dulce. Scruffy se înțelege foarte bine cu Flip. Acesta are o limbă magică, lungă de peste trei metri, care este principala sursă de distracție pentru el și pentru Flip, desenându-i ochi sau purtându-se cu ea ca și cu un ființă obișnuită.

### Personaje majore
- Gabby - este o fată din orașul DeSpray, care este îndrăgostită nebunește de colegul ei de clasă, Tommy Cadle. Aceasta poartă ochelari și are codițe, având o înfățișare destul de urâtă, dar din politețe, Tommy nu îi spune acest lucru și, din contră, îi cumpără cadouri și îi scrie felicitări de Sfântul Vanentin (Valentine's Day). Dacă cineva se ea de el, Gabby are grijă ca cel ce a făcut-o să regrete amarnic că s-a născut.
- Granville DeSpray - este norvegianul care trăiește într-un conac de pe o creastă abruptă, deasupra golfului DeSpray. El are părul de culoare roșcată-maronie și poartă tot timpul un monoclu. Este foarte bogat și poate să-și permită și o statuie proprie. Este înnebunit după frumusețea Melbei Manners și crede că Tommy încearcă să o atragă cu diferite chestii ciudate. Cel mai bun prieten al lui este o păpușă, sub forma unui animal (probabil șoarece), numit Amiralul Puffy, cu care acesta se comportă ca și cum ar avea viață.
- Clinton Fillmore Jefferson al XIII-lea - este colegul de clasă a lui Tommy Cadle care mereu își bate joc de el. Acesta este blond și deobicei poartă un costum de fotbalist (american). Acesta crede că orice lucru este un concurs sau o întrecere, chiar și atunci când fuge să-și salveze viață considerând că e o competiție în care trebuie să ajungă primul la „Finiș”. Fiind principalul inamic al lu Tommy, este principalul inamic al lui Gabby, care nu scapă niciodată ocazia să-l învețe minte să nu se mai ea de el.
- Melba Manners - este fata din vecini care este mereu pusă pe scandal și care nu-i suportă pe cei care fac gălăgie, în special pe Tommy și pe extratereștrii lui. Ea are părul roșcat și este fata pe care Granville DeSpray o place. Aceasta nu-i acceptă cadourile sau invitațiile norvegianului, și în schimb, îi dă cu ele în cap sau face efortul de a-l bate singură. Fiind foarte dură, Melba îi poate obliga pe toți să-i facă pe plac, dacă aceștia nu doresc să aibă de-aface cu ea.
- Căpitanul Spangley - este un marinar bătrân și țicnit care lucrează într-un magazin, în care vinde tofete, dulciurile preferate de majoritatea oamenilor din oraș. Acesta este obsedat de povestirea întâmplărilor sale de pe mare și spune că a văzut un monstru în golful DeSpray. Căpitanul a organizat diferite concursuri bizare, premiul pentru câștigător fiind, deobicei, o cutie uriașa de tofete. Dușmanul său de moarte este un pescar bătrân și țâfnos. Îi e frică de apă.

### Personaje secundare
- Mama lui Tommy - locuiește într-un far bătrân alături de băiatul ei, însă acesteia nu i s-a văzut niciodată fața. Doar vocea i s-a auzit dintr-un difuzor pus în dormitorul lui Tommy. Aceasta nu știe de extratereștrii fiului său și câteodată îl pune în situații jenante. Uneori este foarte strictă, interzicându-i lui Tommy diferite lucruri sau obligându-l să îndeplinească sarcini grele. Ea are multe rude, pe care fiul ei nu le cunoaște.
- Bătrânul Bitters- este un zănatec ce își petrece toată ziulica pescuind sau dăndu-le de mâncare pescărușilor din Golful DeSpray. El este foarte morocănos și urăște să fie deranjat în timp ce el muncește. Este dușmanul de moarte al căpitanului Spangley, apărând în multe episoade certându-se. Este un personaj care apare des în serial, dar care nu are mare importanță.

## Episoade
| Premiera în România | N/o | Titlu român                           | Titlu englez                           |
| ------------------- | --- | ------------------------------------- | -------------------------------------- |
|                     |     |                                       |                                        |
| PRIMUL SEZON        |     |                                       |                                        |
|                     |     |                                       |                                        |
| 04.04.2005          | 01  |                                       | The Boy With Six Legs                  |
| 04.04.2005          | 01  | Evil Emperor                          |                                        |
|                     |     |                                       |                                        |
| 05.04.2005          | 02  |                                       | The Amazing Atomic Tommy               |
| 05.04.2005          | 02  | Crater Of Doom                        |                                        |
|                     |     |                                       |                                        |
| 06.04.2005          | 03  |                                       | Attack Of The 50 ft Boy                |
| 06.04.2005          | 03  | It Came From The Closet               |                                        |
|                     |     |                                       |                                        |
| 07.04.2005          | 04  |                                       | The Bride Of Gumpers                   |
| 07.04.2005          | 04  | The Thing On The Corner               |                                        |
|                     |     |                                       |                                        |
| 08.04.2005          | 05  |                                       | I Was A Teenage Bearded Boy            |
| 08.04.2005          | 05  | Escape From Detention X               |                                        |
|                     |     |                                       |                                        |
| 11.04.2005          | 06  |                                       | Box Of Doom                            |
| 11.04.2005          | 06  | Assault Of A Rodent                   |                                        |
|                     |     |                                       |                                        |
| 12.04.2005          | 07  |                                       | They Came From Outer Space             |
| 12.04.2005          | 07  | Tentacles Of Terror                   |                                        |
|                     |     |                                       |                                        |
| 13.04.2005          | 08  |                                       | The Great Movie Massacre               |
| 13.04.2005          | 08  | The Day That Wouldn’t End             |                                        |
|                     |     |                                       |                                        |
| 14.04.2005          | 09  |                                       | It Comes When You Sleep                |
| 14.04.2005          | 09  | Attack Of The Werescruffy             |                                        |
|                     |     |                                       |                                        |
| 15.04.2005          | 10  |                                       | Sounds Of Doom                         |
| 15.04.2005          | 10  | Darkness                              |                                        |
|                     |     |                                       |                                        |
| 18.04.2005          | 11  |                                       | She Comes For Your Heart               |
| 18.04.2005          | 11  | Beast Who Stole My Heart              |                                        |
|                     |     |                                       |                                        |
| 19.04.2005          | 12  |                                       | Night Of The Walking Cannonball        |
| 19.04.2005          | 12  | It Landed On The Porch                |                                        |
|                     |     |                                       |                                        |
| 20.04.2005          | 13  |                                       | Bay Of The Triffid                     |
| 20.04.2005          | 13  | Doctor Of Doom                        |                                        |
|                     |     |                                       |                                        |
| 05.09.2005          | 14  |                                       | Invasion Of The Baloon People          |
| 05.09.2005          | 14  | The Little Monster Ball               |                                        |
|                     |     |                                       |                                        |
| 06.09.2005          | 15  |                                       | The Land That Size Forgot              |
| 06.09.2005          | 15  | The Day The Food Expired              |                                        |
|                     |     |                                       |                                        |
| 07.09.2005          | 16  |                                       | The Evil That Thumbs Do                |
| 07.09.2005          | 16  | Terror TV                             |                                        |
|                     |     |                                       |                                        |
| 14.10.2005          | 17  |                                       | Bad Blood From Beyond                  |
| 14.10.2005          | 17  | The Day Time Stood Still              |                                        |
|                     |     |                                       |                                        |
| 09.09.2005          | 18  |                                       | Horror Scope                           |
| 09.09.2005          | 18  | Scare Affair                          |                                        |
|                     |     |                                       |                                        |
| 12.09.2005          | 19  |                                       | Stage Fright                           |
| 12.09.2005          | 19  | Night Of The Cat People               |                                        |
|                     |     |                                       |                                        |
| 13.09.2005          | 20  |                                       | Return Of The Ghastly Gobbler          |
| 13.09.2005          | 20  | Shipping And Handling Not Included    |                                        |
|                     |     |                                       |                                        |
| 14.09.2005          | 21  |                                       | The Boy Who Became Something…          |
| 14.09.2005          | 21  | Unleashed Beast Of Fury               |                                        |
|                     |     |                                       |                                        |
| 15.09.2005          | 22  |                                       | The Creature Of The Spray Bay          |
| 15.09.2005          | 22  | The Alien Who Sold The World          |                                        |
|                     |     |                                       |                                        |
| 16.09.2005          | 23  |                                       | Beware The Decider Maker               |
| 16.09.2005          | 23  | I Voted For An Alien                  |                                        |
|                     |     |                                       |                                        |
| 19.09.2005          | 24  |                                       | A Pirate And His Dog                   |
| 19.09.2005          | 24  | They Took Tommy’s Brain               |                                        |
|                     |     |                                       |                                        |
| 20.09.2005          | 25  |                                       | The Boy Who Ate Too Much Taffy         |
| 20.09.2005          | 25  | The Floating Head                     |                                        |
|                     |     |                                       |                                        |
| 08.09.2005          | 26  |                                       | The Time That Time Ended               |
| 08.09.2005          | 26  | The Day Of Judgement                  |                                        |
|                     |     |                                       |                                        |
| SEZONUL 2           |     |                                       |                                        |
|                     |     |                                       |                                        |
| 02.07.2007          | 27  | Creatura ce a plecat                  | The Creature Who Left                  |
| 02.07.2007          | 27  | Totul a început de la un fanclub      | It Came From The Fanclub               |
|                     |     |                                       |                                        |
| 03.07.2007          | 28  | O lume fără hamburgeri                | A World Without Hamburgers             |
| 03.07.2007          | 28  | Răul care m-a ciupit de picioare      | The Evil That Pinched My Feet          |
|                     |     |                                       |                                        |
| 04.07.2007          | 29  |                                       | The Earth Boy Who Needed Protection    |
| 04.07.2007          | 29  | Seventy Foot Tommy                    |                                        |
|                     |     |                                       |                                        |
| 05.07.2007          | 30  |                                       | Island Of Doom                         |
| 05.07.2007          | 30  | Him                                   |                                        |
|                     |     |                                       |                                        |
| 09.07.2007          | 31  |                                       | The Guest Who Wouldn’t Leave… Ever     |
| 09.07.2007          | 31  | Day Of The Naked Aliens               |                                        |
|                     |     |                                       |                                        |
| 10.07.2007          | 32  |                                       | Master Bakers!                         |
| 10.07.2007          | 32  | The Horror That Is Klattou            |                                        |
|                     |     |                                       |                                        |
| 11.07.2007          | 33  | Merge și vorbește ca un extraterestru | He Walks And Talks Like An Alien       |
| 11.07.2007          | 33  | Noaptea celor doi Tommy               | The Night Of Two Tommys +1             |
|                     |     |                                       |                                        |
| 12.07.2007          | 34  | Blestemul lui Tommy înghețatul        | Curse Of The Frozen Tommy              |
| 12.07.2007          | 34  | Noaptea băiatului norvegian           | Night Of The Norwegian Boy             |
|                     |     |                                       |                                        |
| 16.07.2007          | 35  |                                       | Curse Of The Invisible Boy             |
| 16.07.2007          | 35  | Remote Control Of Doom                |                                        |
|                     |     |                                       |                                        |
| 17.07.2007          | 36  |                                       | They Took The Toilet To Outer Space    |
| 17.07.2007          | 36  | This Phone, This Insanity!            |                                        |
|                     |     |                                       |                                        |
| 18.07.2007          | 37  |                                       | They Had An Aluminium Ticket           |
| 18.07.2007          | 37  | The Slo-Mo Terror                     |                                        |
|                     |     |                                       |                                        |
| 19.07.2007          | 38  |                                       | Trapped In The Pink Purse Dimension    |
| 19.07.2007          | 38  | Race With The Clinton                 |                                        |
|                     |     |                                       |                                        |
| 23.07.2007          | 39  |                                       | Big Hand Of Fate                       |
| 23.07.2007          | 39  | The Beast That’s Stuck In My Foot     |                                        |
|                     |     |                                       |                                        |
| 15.03.2008          | 40  |                                       | The Black Eye Of Doom                  |
| 15.03.2008          | 40  | The Sheriff Was An Alien              |                                        |
|                     |     |                                       |                                        |
| 16.03.2008          | 41  |                                       | Crevice Of Doom                        |
| 16.03.2008          | 41  | She Came From Conforma!               |                                        |
|                     |     |                                       |                                        |
| 22.03.2008          | 42  |                                       | Terror In My Nose                      |
| 22.03.2008          | 42  | Belch Of Destruction                  |                                        |
|                     |     |                                       |                                        |
| 23.03.2008          | 43  |                                       | Gumpers Of The Fututre                 |
| 23.03.2008          | 43  | Planet Of The Granvilles              |                                        |
|                     |     |                                       |                                        |
| 29.03.2008          | 44  |                                       | The Boy Who Cried „Waaah!”             |
| 29.03.2008          | 44  | The Cow Says „Moo!”                   |                                        |
|                     |     |                                       |                                        |
| 30.03.2008          | 45  |                                       | Duet From Another Dimension!           |
| 30.03.2008          | 45  | The Doctor Is In… Sane!               |                                        |
|                     |     |                                       |                                        |
| 05.04.2008          | 46  |                                       | The Horrible Workout Of Evil           |
| 05.04.2008          | 46  | The Incredible Floating Boy           |                                        |
|                     |     |                                       |                                        |
| 06.04.2008          | 47  |                                       | The Lookalike Girl Of Evil             |
| 06.04.2008          | 47  | Uranus Awaits                         |                                        |
|                     |     |                                       |                                        |
| 15.04.2008          | 48  |                                       | The Night My Brain Froze               |
| 15.04.2008          | 48  | Scout’s Horror!                       |                                        |
|                     |     |                                       |                                        |
| 16.04.2008          | 49  |                                       | When TV Ruled The World                |
| 16.04.2008          | 49  | The Thing With The Ugly Face          |                                        |
|                     |     |                                       |                                        |
| 17.04.2008          | 50  |                                       | Dr. Jekyll And Mr. Swanky              |
| 17.04.2008          | 50  | The Day That Flip Stood Still         |                                        |
|                     |     |                                       |                                        |
| 18.04.2008          | 51  |                                       | When Clinton Ruled The World!          |
| 18.04.2008          | 51  | Beware The Crack!                     |                                        |
|                     |     |                                       |                                        |
| 19.04.2008          | 52  |                                       | The Alien Who Invaded The Taffy Shoppe |
| 19.04.2008          | 52  | Hammy Of Earth!                       |                                        |
|                     |     |                                       |                                        |